# 吾彦
吾 彦（ご げん、? - 315年以前）は、中国三国時代から晋にかけての武将。呉・西晋に仕えた。字は士則。揚州呉郡呉県の人。『晋書』に伝がある。子は吾咨。一部史書では呉彦と記載される。

## 経歴

### 呉の時代
呉王朝に仕え、初め通江吏に任じられた。
次いで下級武官として大司馬陸抗の配下となり、やがて将軍として取り立てられた。その後、幾度か昇進を重ねて建平太守となった。
鳳凰元年（272年）6月頃、晋の益州刺史王濬は呉の征伐を目論み、蜀の地で軍船の建造を開始した。吾彦は長江上流から流れてくる多数の木屑を見て晋が軍船の建造をしていると察知し、呉帝孫晧に対して「晋は確実に攻呉の計を進めております。建平の兵を増やして要衝の地を塞ぐべきです。建平を下せなくば、敢えて長江を渡る事もないでしょう」と上奏し、守備兵を増員して備えるよう訴えたが、容れられなかった。そこで、吾彦は独断で長江に鉄鎖を張り巡らせて江路を遮断し、防備を固めて敵の襲来に備えた。
同年9月、西陵督歩闡が呉に反旗を翻し、西陵城ごと晋に降伏した。10月、陸抗が西陵奪還の兵を挙げると、吾彦は彼の命に従い、将軍左奕らと共に西陵へ侵攻した。12月、呉軍は歩闡救援の為に到来した晋の荊州刺史楊肇を撃破し、さらに西陵を奪還して歩闡を捕らえ、反乱を鎮圧した。
天紀3年（279年）11月、晋軍が6方向より呉征伐を敢行すると、王濬率いる益州軍もまた長江を下り進出を開始した。晋軍の勢いは凄まじく、長江沿岸にある諸城はみな攻略されるか降伏していったが、その中にあって吾彦だけは城を堅守した。晋は大軍でもって攻勢を掛けたが結局攻略する事が出来ず、諦めて軍を三十里後退させ、吾彦の奮戦に敬意を表したという。
天紀4年（280年）3月、孫晧が晋に降伏すると、吾彦はこの事実を知った後に開城して降伏した。

### 西晋の時代
以降は晋に仕え、武帝より重用された。
初め金城太守に任じられ、次いで敦煌太守となった。優れた統治ぶりにより、その恩恵と威光は甚だ轟いたという。さらにその後、雁門太守に移った。
やがて順陽王司馬暢の下で内史となったが、司馬暢は身勝手な人物であり、過去に何度も内史を誣告しては処刑していた。だが、吾彦は清廉・公正に職務に励み、部下を指導し、刑罰・法律を厳粛に守ったので、人々を大いに畏怖させた。これにより、司馬暢といえどもうかつに誣告することが出来なくなった。その為、司馬暢は吾彦の存在を疎ましく思い、彼を遠ざけるために敢えて上職に推挙した。こうして吾彦は内史職から異動となると、員外の散騎常侍となった。
太熙元年（290年）、交州刺史陶璜が没すると、後任の南中都督・交州刺史となった。陶璜の死に乗じて九真郡では守備兵が乱を起こし、太守を追放する事態になっており、賊の頭目である趙祉は郡城を包囲していた。吾彦は着任するやこれらの掃討に当たり、その全てを鎮圧して乱を平定した。その後、20年余りに渡って交州統治の任にあたり、その威信・恩恵は広く知れ渡り、交州には静穏な時が流れたという。
永嘉元年（307年）12月、成漢と争って暫定的に寧州を統治していた西夷校尉李釗を援護する為、吾彦は子の威遠将軍吾咨を寧州に派遣した。その後、吾彦は自ら上表して他者と職務を交代する事を請い、要請は認められて中央への帰還を命じられ、同時に大長秋に任じられた。在職中に没したという。

## 人物
出自は貧しかったが、文武に才能を有しており、身長は八尺（当時の尺度に基づくならば193.6cm）にも及んだという。また、虎に例えられる程のずば抜けた腕力を持っており、猛獣と素手で格闘する事が出来たという。

## 逸話
- 吾彦が呉に仕えて間もない頃、呉の将軍薛珝は交州防衛の為に南征しようとしていた。その陣容は甚だ立派であったので、吾彦はその威容さを見て憧れを抱くと共に、自らの現状に嘆息した。すると、人相見の劉札という人物が現れるなり、吾彦へ「君の人相であれば、いずれあの地位に至る事が出来るであろう。憧れるには及ばぬよ」と告げたという。
- 吾彦が陸抗の配下となった時の事、陸抗は吾彦の勇猛さと才略が突出していると考え、抜擢して用いようとしたが、周りの者から反対されることを懸念した。そこで諸将を集めて宴会を開き、密かにある者に狂人を装わせ、剣を抜き躍り出させたところ、席上の諸将はみな恐れ慄き走って逃げ出した。だが、吾彦だけは逃げ出さずに机を掲げて抵抗したので、人々はその勇敢さに感心したという。これにより、陸抗は吾彦を予定通り抜擢した。
- ある時、武帝は呉の旧臣である薛瑩に対し、呉がなぜ滅びたかを質問したところ、薛瑩は孫晧の悪政を正直に述べた。その後、武帝が同じ質問を吾彦にしたところ、吾彦は「呉主（孫晧）は英俊であり、宰相もみな賢明な人物でありました」と答えた。この答えに武帝は笑って「君主が『明』、臣下が『賢』であるというなら、どうして国は滅んだのかね」と問うと、吾彦は「天運には終わりがあるものであり、故に陛下に捕らわれる事になったのです。これは天時によるものであり、どうして人事が及びましょうか！」と述べ、一切の恨み言を言わなかった。この時、晋の重臣である張華もまた同席していたが、彼は吾彦へ「君は呉将として歳月を重ねていたが、その評判をこれまで聞く事は無かった。不思議でならんな」と話すと、吾彦は「陛下は我を知っているというのに、卿の下には聞こえなかったのですかな」と返した。これらの答えに、武帝ははたいそう感心して喜んだという。
- ある時、吾彦は武帝より、かつて仕えていた陸抗・陸喜の人物について尋ねられたところ、吾彦は「徳や名望では陸抗は陸喜に及びません。しかし、功績を立て賞賛されることでは、陸喜が陸抗に及びません」と評価し、かつての恩人である陸抗のみを立てるようなことは言わなかった。そのため、陸抗の子の陸機・陸雲には疎まれるようになり、吾彦から陸家への贈り物は拒否されるようになったという。その後、吾彦の悪口を繰り返す陸機・陸雲に対し、尹虞が「古代より賤しい身から出世した者には帝王さえいます。たかが公卿くらいがどうだと言うのです。何元幹（何楨）・侯孝明（侯史光）・唐儒宗（唐彬）・張義允らがみな貧しく賤しい身から出世し、みな中央の側近や地方の重鎮になりましたが、悪口を言う者はおりませんでした。あなた方は士則（吾彦）殿がご下問に対して少し褒めなかったくらいのことで、ひっきりなしに悪口を言っておられます。しかし私は、南方の人々が皆あなた方を見捨ててしまい、あなた方が一人ぼっちになりやしないかということの方が心配なのです」と忠告したため、漸く陸機らの気持ちは解けていったといわれる。